# Os Trapalhões (histórias em quadrinhos)

Os Trapalhões nos traços de Cesar Sandoval. O desenho foi produzido em 1987, popularizando-se a partir daí, nas tirinhas da Bloch, comerciais e aberturas de filmes do grupo.

Os Trapalhões em quadrinhos refere-se às publicações das revistas em quadrinhos do grupo humorístico brasileiro Os Trapalhões. Foram publicadas no Brasil entre os anos 80 e 90, respectivamente pelas editoras Bloch Editores e Editora Abril.

## Histórico

### Bloch Editores
A Bloch Editores foi responsável pela publicação da primeira fase das revistas em quadrinhos dos Trapalhões, entre 1976 e 1987 e pela terceira em 1996 com "Os Trapalhões: Aventuras do Didi"
.
Por esta editora as histórias baseavam-se no famoso programa de televisão transmitido pela Rede Globo, com situações cotidianas bastante cômicas de Didi, Dedé, Mussum e Zacarias. Também o ponto forte dessa fase de revistas eram as várias paródias de heróis clássicos e também de heróis de filmes e desenhos animados que se fizeram famosos nos anos 80. Do ano inicial até 1985 as edições eram nomeadas: Os Trapalhões, Almanaque dos Trapalhões (especial) e As aventuras do Didi. De 1986 até 1987 as edições normais trocaram o formatinho pelo formato americano e foram renomeadas para Super-Trapalhões e Didi: Passatempos e Quadrinhos.
Elenco de desenhistas: Carlos Alberto Miglllorin, Domingos A.Souza, Eduardo Vetillo, Waldemar Watanabe, Waldir Odorisso, Vanderley Feliciano, João Andrade, Ubiratan Dantas (este último já colaborou anteriormente na edição deste artigo).
Criação e produção: Ely Barbosa Edições Comerciais Ltda. Na fase da Editora Bloch, a Mauricio de Sousa Produções foi responsável pelo desenhos animados de Os Trapalhões nos dois filmes: Os Trapalhões no Reino da Fantasia e Os Trapalhões no Rabo do Cometa.

### Editora Abril
A Editora Abril foi responsável pela publicação das revistas dos Trapalhões do ano de 1988 até 1993, quando teve seu fim definitivo. As edições eram nomeadas REVISTA EM QUADRINHOS DOS Trapalhões (esta tendo chegado a ganhar o prêmio HQ MIX 1990/91 como melhor revista infantil ), Almanaque ABRIL JOVEM - Trapalhões, ALMANAQUE AS AVENTURAS DOS Trapalhões, ALMANAQUE DOS Trapalhões, GRANDE ALMANAQUE DOS Trapalhões - 25 ANOS,  e AS AVENTURAS DOS Trapalhões (nesta última publicação citada, que surgiu como um spinoff da Revista em Quadrinhos dos Trapalhões, as histórias eram somente baseadas em paródias de personagens de filmes, desenhos e novelas). Por essa editora as histórias eram desenhadas pelos desenhistas César Sandoval (responsável pelo character design), Watson Portela e o roteirista Marcelo Cassaro. O quarteto foram adaptados como quatro jovens garotos (recurso em voga na época, vide Flintstones Kids e Muppet Babies) e suas histórias consistiam em fatos cotidianos de sua turma, como namorar meninas bonitas, brigar contra grupos de garotos rivais e Didi pregar peças em seus três companheiros. Nessa fase da revista responsável pela Editora Abril, Zacarias foi nomeado como "Zacaria". tinha também AS FIGURINHAS DOS Trapalhões, o ÁLBUM DE FIGURINHAS AS AVENTURAS DOS Trapalhões - MELHORES ILUSTRAÇÕES e  MINIÁLBUM DOS Trapalhões. Curiosidade: o personagem Zacarias continuou a ser publicado na revista mesmo após a morte na vida real de Mauro Gonçalves, que interpretava Zacarias.
Gérson Teixeira e Gustavo Machado produziram uma história em homenagem ao piloto Ayrton Senna, contudo, com a morte do piloto, a história não foi publicada, em 2017, o pesquisador e radialista Rafael Spaca conseguiu autorização para publicar no livro  As HQs dos Trapalhões, publicado pela Editora Estronho
Criação: Os Trapalhões e César Sandoval. Na fase da Editora Abril, a Sketch Filmes foi responsável pelas animações de Os Trapalhões nas aberturas dos filmes: Os Fantasmas Trapalhões, O Casamento dos Trapalhões, A Princesa Xuxa e Os Trapalhões e Os Trapalhões na Terra dos Monstros.
Elenco de argumentistas: Denise Ortega, Lúcia Nóbrega, Marcelo Cassaro, Gérson Teixeira, Fernando Arcon
Elenco de desenhistas: Gustavo Machado, Fernando Bonini, Rogério Soud, Paulo Borges, Mário Mattoso.

### Personagens adicionais
Na fase da Abril, os jovens Trapalhões dividiam páginas esporadicamente com outros personagens criados para a série:
- Bonga: cachorro do Didi, que tinha boné e vivia metendo-o em confusão.
- Cássia: namorada de Dedé.
- Camilinha: prima de 3 anos do Zacaria, que o enlouquece e abre o berreiro por qualquer bobagem.
- Dasdô: namorada de Mussum, afro-brasileira assim como ele.
- Maguilis: galo de briga do Mussum, que andava com luvas de boxe e sempre deixava alguém de olho roxo.
- Montanha: valentão de 90 kg, que desconhece a solução de quaisquer problemas que não seja na base da ameaça e violência. No fundo, é um covarde. Os Trapalhões o lograram certa vez, Didi vestido como anjo, que Montanha iria para o Inferno se não mudasse suas ações contra a turma. Isto assustou Montanha o suficiente para que este se tornasse temporariamente amigo, a seu modo, dos Trapalhões, mas usando de ameaça a qualquer pessoa que contrariasse o grupo. Outra vez, Mussum, tendo comprado um tênis caro, ficou temeroso de sofrer um assalto e contratou Montanha como seu "guarda-pés". Embora Montanha tenha ameaçado Zacaria para não chegar perto dos tênis, o "valentão" fugiu assim que uma dupla de assaltantes adultos apareceu.
- Pita: Pitágoras, um jovem nerd.
- Regiane: namorada do Didi.
- Ritinha: namorada de Zacaria.
- Turma da Rua de Baixo: rivais dos Trapalhões (que moram na Rua de Cima). Entre a Turma da Rua de Baixo, estão Tonhão e Nico.
- Os pais e mães dos Trapalhões também apareciam esporadicamente, mas seus rostos sempre eram encobertos para fora do enquadramento.

## Paródias

### Fase Bloch Editores
Algumas das paródias da fase Bloch Editores, quase todas baseadas em Didi, foram:
- Superóme: Didi em uma paródia do Super-Homem
- Super-Véio: Didi em outra paródia do Super-Homem, depois dos 100 anos, uma versão às avessas do Super Boy.
- Homem-Arranha: Didi em uma paródia do herói aracnídeo Homem-Aranha.
- Batmão: Didi em uma paródia do Batman.
- Thor-Côco: Didi em uma paródia do herói Thor.
- Tóra: Dédé em outra paródia do herói Thor.
- Sherloka Holmes: Didi em uma paródia pré-histórica do personagem Sherlock Holmes. Estava sempre acompanhado de seu assistente Uatição (Sr. Watson).
- Frangasma, o Espírito-Que-Corre: Didi em uma paródia do esquecido herói "Fantasma, o Espírito-Que-Anda".[1]
- He-Gay: Didi em uma paródia do herói He-Man.[1] Dentre seus inimigos destacavam-se Esquelético e Homem-Bicho (paródias dos vilões Esqueleto e Homem-Fera). Os personagens Mentor, Teela e Gorpo foram parodiados, respectivamente, por Dedé, Mussum e Zacarias.
- Chi-Rá: Didi em uma paródia da heroína She-Ra. Dentre os inimigos, destacavam-se o poderoso Rodaco (Hordak), Efizema (Mantenna) e Suína (Felina). No fim da história, Dedezinho (Dedé parodiando o personagem Geninho) aparecia e dava conselhos.
- Américo: Zacarias em uma paródia do herói Capitão América.
- Nega-Maravilha: Mussum em uma paródia da heroína Mulher-Maravilha. Seus arquiinimigos eram os vilões Dr. Maloko, Bruxa Matraca e Duende-Robô.[1]
- Thunderdogs: Uma paródia da série animada Thundercats, onde os Trapalhões representavam os heróis-felinos. Seu inimigo era o poderoso Mum-Rato.
- Tarzamba: Didi em uma paródia de Tarzan, o rei das selvas.
- Karatê Kididi: Uma paródia do filme Karatê Kid, onde Didi era um carateca cujas armas mortais eram o "Bafo cebolal" e "Bafo pezal", adquiridas após Didi ficar uma semana sem tomar banho e comendo apenas cebolas.
- Roque Bobona, O Garanhão Cearense: Didi em uma paródia do famoso personagem boxeador "Rocky Balboa". Sua força máxima era ativada quando seu amigo "Sapóleo" (Mussum em uma paródia do personagem "Apollo Creed") contava a Roque durante a luta que o adversário havia falado mal das cuecas do Garanhão Cearense. Após isso, Roque, que apenas havia apanhado e estava quase acabado, aplicava um soco fortíssimo no inimigo e o nocauteava.
- Ultradidi: Didi em uma paródia do herói japonês Ultraman.
- Os Inúteis: Uma paródia dos personagens Smurfs. Didi representava o Papai Inútil (Papai Smurf).
- Conão, o Bárbaro: Didi em uma paródia do personagem Conan.
- Didirix: Didi em uma paródia do personagem Astérix. Em uma visita ao Rio de Janeiro, Didirix foi forçado a enfrentar os exércitos do imperador Brizolanus (Leonel Brizola).[1]
- Ivã-Não-É: Didi em uma paródia do conto Ivanhoé.
- Indidiana Jones: Didi em uma paródia do herói Indiana Jones.
- Os bandidos da Solange: Uma paródia da minissérie Bandidos da Falange, onde Didi interpretava um detetive com a missão de prender uma criminosa incrivelmente obesa chamada Solange e sua quadrilha de bandidos.[1]
- Trapasuat: O quarteto em uma paródia da equipe SWAT.[1]
- Didiborg, o homem de seis milhões de trapalhadas: paródia da série O homem de seis milhões de dólares[5]
- Didizão & Dalilis: Paródia a Sansão e Dalila (interpretada pelo Mussum)[5]

### Fase Editora Abril
Algumas paródias desta fase foram:
- Bucaneiros Trapalhões [6]
- Didicop, o policial sem futuro: Didi em uma paródia do herói cibernético RoboCop.[7]
- Os Traparugas Ninjas: Os quatro heróis em uma paródia das Tartarugas Ninjas. Os heróis eram Leonardedé, Diditello, Mussulângelo e Rafazaca.[7]
- Trapalhadas no Pantanal: Uma paródia da novela Pantanal, transmitida em 1990 pela extinta emissora Rede Manchete, onde Didi era Suma Piruá (paródia à Juma Marruá, personagem principal da novela).
- Nave Intertrapa. Aventuras no espaço ao melhor estilo Jornada nas Estrelas.
- Os Caça-Espantos. O grupo fazia piada dos Caça-Fantasmas, tendo no início Didi, Dedé e Mussum. Zacarias se uniria a eles numa história satirizando o filme Caça-Fantasmas 2.
- Cyber-Traps, batendo de frente com Cybercops, tendo no fim uma participação dos Change-Trapas e Didicop, os acusando de plágio.
- Didiana Jones: Uma paródia do herói Indiana Jones,[7] recorrente em várias revistas e tendo duas revistas dedicadas a suas aventuras no formato de livro-jogo, chamadas de "Especial RPG, O Jogo em Quadrinhos." Estas duas revistas contavam com várias situações e finais possíveis dependendo das escolhas do jogador,[8] e seus argumentos são de Marcelo Cassaro, que se tornaria editor da revista Dragão Brasil e criador do sistema 3D&T e da HQ Holy Avenger.[9]
- Bat-Trapalhões: Nesta paródia o quarteto inteiro utilizava fantasias semelhantes à do personagem Batman.
- Didiraya: Uma paródia de Jiraya o incrível ninja.
- Um Trapatira da Pesada: Mussum numa paródia do filme Um Tira da Pesada
- Didi Volta para o Futuro: Paródia ao filme De Volta Para o Futuro[7]
- Trapelvis, o rei do rock: Paródia de Elvis Presley
- Didi Krueger, paródia de Freddy Krueger, mas usava lápis de cor ao invés de lâminas nas luvas.
- Os Atrapalháveis: paródia de Os Intocáveis; curiosidade: única estória na fase da Abril em que aparece uma versão de Tião Macalé, que representa um dos capangas de Al Capone.
- Trapaiões: representavam versões caipiras dos Trapalhões. Era a única paródia que não era exibida em As Aventuras dos Trapalhões, mas somente na Revista em Quadrinhos dos Trapalhões. [10]

## Outras paródias e referências cômicas
Nas edições da Editora Bloch, nem todas as paródias foram interpretadas pelos Trapalhões. Houve também vários casos onde o nome de personagens, pessoas reais e diversas outras coisas eram citados de maneira cômica.
- Em uma paródia da série Guerra nas Estrelas, o terrível vilão Lorde Válter (paródia de Darth Vader) fez várias ameaças terríveis à Princesa (que representava a Princesa Leia), mas ela não temeu nenhuma delas. Entretanto, ela não pôde resistir quando Lorde Válter a fez ouvir as músicas do disco da dupla Desafinatico e Desafinatoco (Tonico e Tinoco). Mas com a ajuda dos heróis Trapalhões e de versões cômicas da dupla de robôs R2-D2 e C3PO (este último era uma versão efeminada do robô da série, e tinha admiração por Ney Matofofo (Ney Matogrosso)), os vilões foram derrotados e como castigo tiveram de escutar um show do cantor Valdico Sobiano (Waldick Soriano), que cantava sua famosa música "Eu não sou cachorro não!.

- Na paródia do desenho She-Ra, o vilão Efizema (Mantenna) ameaçou seu prisioneiro com castigos cruéis caso suas exigências não fossem atendidas. Primeiro o ameaçou a escutar toda a coleção de discos do Sidney Vagal (Sidney Magal). Não obtendo sucesso, Efizema teve de fazer sua mais terrível ameaça: obrigar o prisioneiro a assistir o programa do Silva Santo (Sílvio Santos) o domingo inteiro. A essa ameaça o prisioneiro não resistiu e rendeu-se.

- Outras citações cômicas foram: Mika Jeckason (Michael Jackson), Os Estones (Rolling Stones), Elta Jones (Elton John), Rita Aquee (Rita Lee), Chorão e Chorinho (Chitãozinho e Xororó), Chico Aniz (Chico Anísio), Dona Besta (Dona Beija), Tarcísio Pêra (Tarcísio Meira), Lobinho (Lobão), Agrenaldo Tremotius (Agnaldo Timóteo), Sócrata (Sócrates), Rin-tin-tão (Rin-Tin-Tin), Fofovil (Clodovil), Canudos (Menudos), entre outras.

## Editora Escala: Séries do Didi

### Aventuras do Didizinho
Em 2002, a Renato Aragão Produções Artísticas lançou pela quatro revistas (3 revistas de atividades e uma revista em quadrinhos) do Didizinho (versão infantil do Didi Mocó), ao lados dos personagens Psite, Bonga (do filme Bonga, o Vagabundo), Severina, Ananias, Mãozinha, Livinha (Lívian Aragão, filha de Renato Aragão), Joana, Sonacaxa, Da Poltrona, Jurema e o Recruta 49.

### Mangá
Em 2010, é lançada outra revista em quadrinhos pela Editora Escala, Didi e Lili - Geração mangá, versão mangá de Didi Mocó e sua filha Lívian Aragão (a Lili).
A revista foi idealizada pelo quadrinista Franco de Rosa, as histórias tiveram histórias produzidas pelo próprio Franco de Rosa (roteiro), Debrah Demaris (roteiro), Wanderley Felipe (roteiros, desenhos, arte-final e aplicação de retículas), Sergio Morettini (desenhos), Ivan Rodrigues (desenhos), Arthur Garcia (desenhos) Alexandra Mattos (desenhos) e Sergio Morettini (desenhos), Daniel Rosa (letras). 
Essa não foi a primeira vez que Renato Aragão lança um produto inspirados nos mangás, o filme O Guerreiro Didi e a Ninja Lili já trazia influências de elementos do quadrinhos japonês.

## Curiosidades
- Os desenhos dos Trapalhões feitos por César Sandoval (da fase Editora Abril) foram vistos não só em quadrinhos, mas também em capas de discos dos Trapalhões, na abertura de filmes do grupo, em desenhos animados para comerciais de TV do biscoito Skiny e o drops dos Trapalhões, chiclé de bola Buzzy, e também em uma promoção de copos plásticos feita em 1988 pela Pepsi, na qual também eram oferecidos prêmios como bicicletas, barracas de camping, mochilas e walkmans.
- O personagem Didi citava a revista várias vezes, principalmente nas esquetes da Agência Trapa Tudo.
- Em 2017 o radialista e escritor Rafael Spaca lançou o livro "As HQs dos Trapalhões" (Editora Estronho), onde narra histórias de bastidores de todas essas publicações.